# Сніжний Володимир Адольфович
Володи́мир Адо́льфович Сні́жний (1 січня 1937, Біла Церква — 10 серпня 2012, Рівне) — український театральний актор і педагог, народний артист України (1997).

## Життєпис
Народився 1 січня у 1937 року в м. Біла Церква Київської області.
1967 року закінчив Київський державний інститут театрального мистецтва ім. І. Карпенка-Карого.
З 1967 року — актор Рівненського обласного академічного музично-драматичного театру.
Був професором Інституту мистецтв Рівненського державного гуманітарного університету.
Пішов з життя 10 серпня 2012 року.

## Ролі
- Лестер («Дженні Герхардт» Т. Драйзера)
- Василь («Циганка Аза» М. Старицького)
- Віктор («Канотье» М. Коляди)
- Хлестаков («Ревізор» М. Гоголя)
- Войницький («Дядя Ваня» А. Чехова)
- Клавдій («Гамлет» В. Шекспіра)
- Квазімодо («Собор Паризької Богоматері» В .Гюго)
- Дон Жуан («Остання жінка Дон Жуана» Л. Жуховицького)
- Едмунд Кін («Кін IV» Г. Горіна)
- Командор («Камінний господар» Л. Українки)
- Жевакін («Одруження» М. Гоголя)
- Сусід («Дуже проста історія» М. Ладо)
- Прокіп («Суперники» М. Манохіна)
- Фірс («Вишневий сад» А. Чехова)
- Бродячий актор Бенволіо («Гамбіт»)
- Омелько («Мартин Боруля» І. Карпенка-Карого)

## Визнання
- 1979 — заслужений артист УРСР
- 1986 — орден « Дружби народів»
- 1997 — народний артист України